# المتحف الوطني أحمد زبانة
متحف أحمد زبانة (سابقا Musée Demaeght) الواقع وسط مدينة وهران، أنشأته سنة 1885 مؤسسة علمية مشهورة آنذاك هي مؤسسة الجغرافيا والآثار لمقاطعة وهران (بالفرنسية: Société de géographie et d’archéologie de la province d’Oran)‏.

## تاريخ
فكرة إنشاء متحف في المدينة كانت للقائد Demaeght (المهتم بالآثار والنقوش)، والذي جمع في عام 1882 أشياء مختلفة مقسمة إلى ثلاثة أقسام: عملات (13 قطعة)، أثار رومانية وإفريقية (16 قطعة)، وتاريخ طبيعي ، أضيفت إليها عند افتتاح المتحف قطعتي فسيفساء رومانية رائعتين لـ بورتوس ماغنوس نقلت من موقع «أرزيو القديمة» (بالفرنسية: "Vieil Arzew")‏ بلدية سان لوي (بطيوة حاليا): فسيفساء كبيرة من أربعة جداول، وصغير يمثل رحيل باخوس للهند. تم إضافة أقسام أخرى لاحقا، قسم لعصور ما قبل التاريخ والاثنوغرافيا وأقسام الرسم والنحت والرسوم والنقوش الأصلية.
تجلت الحاجة لمبنى مناسب، فبني المقر الحالي الواقع ب19 شارع زبانة في عام 1933، وافتتح رسميا 11  نوفمبر 1935 في مبنى قصر الفنون الجميلة. حمل بداية تسمية « Musée Demaeght ». القصر يضم متحفا ومكتبة ومدرسة للفنون الجميلة. عند الاستقلال، بقي المتحف موكلا إلى مجلس الشعب البلدي لمدينة وهران حتى عام 1986. لينتقل تحت إشراف وزارة الثقافة، ويغير اسمه ليصبح اسم «المتحف الوطني أحمد زبانة» تكريما للشهيد أحمد زبانة المعروف.

## هوامش ومراجع
1. ↑  وصلة مرجع: https://m-culture.gov.dz/index.php/fr/mus%C3%A9e-national-public-zabana.
2. ↑  الموقع الرسمي للمتحف نسخة محفوظة 12 أغسطس 2012 على موقع واي باك مشين.
3. ↑  Le 5 mai 1885 - Source: Bulletin de la Société de Géographie et d'Archéologie de la Province d'Oran - Tome XVIII° 1898 - page XIV
4. ↑  Site sur le musée Ahmed Zabana نسخة محفوظة 30 مارس 2009 على موقع واي باك مشين.
5. ↑  Article de Louis Demaeght sur Portus Magnus paru dans "Bulletin trimestriel des antiquités africaines -1884- page 117